# Lernaeenicus seeri
Lernaeenicus seeri is een eenoogkreeftjessoort uit de familie van de Pennellidae. De wetenschappelijke naam van de soort is voor het eerst geldig gepubliceerd in 1934 door Kirtisinghe.